# 몰타 점령 (기원전 218년)
몰타섬의 점령은 기원전 218년 제2차 포에니 전쟁 초기에 로마 공화국의 티베리우스 세민프로니우스 롱구스가 이끄는 군대에 의해 성공적으로 이루어졌다. 몰타는 그당시 Maleth, Melite 또는 Melita로 알려진 카르타고의 섬이었다.

## 배경
기원전 480년부터 몰타는 카르타고의 영토였다. 제1차 부니 전쟁 중에는 기원전 257년 가이우스 아틸리우스 레귤루스가 이끄는 로마 군대에 의해 맹렬한 약탈을 당했지만, 여전히 카르타고의 통치 하에 있었다.
기원전 218년 제2차 부니 전쟁이 발발했을 때, 기스코의 아들 하밀카르 지휘하에 약 2,000명의 카르타고군이 말테 섬에 주둔했다. 릴리바이움 전투에서의 카르타고군 패배에도 불구하고 로마는 시칠리아에서 카르타고군이 주도하는 반란이 일어날 수 있다는 우려를 가지고 있었다. 그래서 그들은 시칠리아에 가장 가까운 베이스인 몰타를 점령해야 했다.

## 포착
로마 콘술 티베리우스 세민프로니우스 롱구스는 26,000명 이상의 군대를 지휘하고 있었으며, 몰타를 점령하기 위해 리릴바이움에서 함대를 보냈다. 대적하는 군대에 비해 엄청나게 숫자가 적었던 하밀카르는 별다른 저항 없이 주요 도시인 말레스와 그의 주둔지를 로마에 항복했다. 수 일 후 함대는 리릴바이움으로 돌아갔는데, 포로들은(귀족 제외) 노예로 팔려갔다.

## 분석
침공에 관한 주요 출처는 리비우스의 기록이다. 침공 기간에 말테 섬 주민들의 역할은 불분명하며, 일부 역사학자들은 그들이 카르타고군을 로마에 넘겼을 수도 있다고 제안한다. 섬은 침공에 저항할 준비가 되어있지 않았으며, 저항 없이 항복함으로써 섬을 파괴로부터 보호하면서도 향후 경제적 이익을 늘릴 수 있는 가능성을 높일 수 있었던 것으로 보인다.
고고학적 증거는 몰타의 카르타고와 로마 통치 시기 사이에 상당한 인구적 지속성을 시사한다. 몰타 섬은 로마 통치 아래 일정한 정도의 자치를 부여받았는데, 이는 섬 주민들의 충성 변화를 보상하기 위한 것일 수도 있다.
 